# Izak Poš
Izak Poš (nemško Isaac Posch), slovenski skladatelj, organist in orglar, * 1591, Ljubljana, † 1621, Celovec.
Izak Poš spada med naprednejše skladatelje tistega časa na slovenskem ozemlju. Na koru ljubljanske stolnice je uvedel novi monodični slog in se posvečal tudi mladi umetni instrumentalni glasbi. Po glasbeni izobrazbi je bil organist v Ljubljani in po poročilih je leta 1621 pri ljubljanskih frančiškanih postavil orgle. Delal je po Kranjski ter se nato preselil v Celovec in pozneje v Gradec. Njegovo zbirko »Cantiones sacrae« sestavlja 42 koncertov za različne vokalne zasedbe s petimi glasovi. Pet od teh je zastavljenih v obligato instrumentaciji. 
Zanj so značilne tudi plesne dvojice in trojice za godala ter moteti z generalnim basom

## Glasbeni opus
- Pet motetov
- Harmonia concertans
- Musicalische Tafelfreudt
- Musicalische Ehrenfreudt
- Cantiones sacrae